# 韦拉诺布里安扎
韦拉诺布里安扎（義大利語：Verano Brianza），是意大利蒙扎和布里安扎省的一个市镇。总面积3.49平方公里，人口9290人，人口密度2661.9人/平方公里（2009年）。ISTAT代码为015234。